# Oberea rufoantennalis
Oberea rufoantennalis là một loài bọ cánh cứng trong họ Cerambycidae.